# Trybliophorus elegans
Trybliophorus elegans är en insektsart som beskrevs av Rehn, J.A.G. 1910. Trybliophorus elegans ingår i släktet Trybliophorus och familjen Romaleidae. Inga underarter finns listade i Catalogue of Life.